# Odödlighet

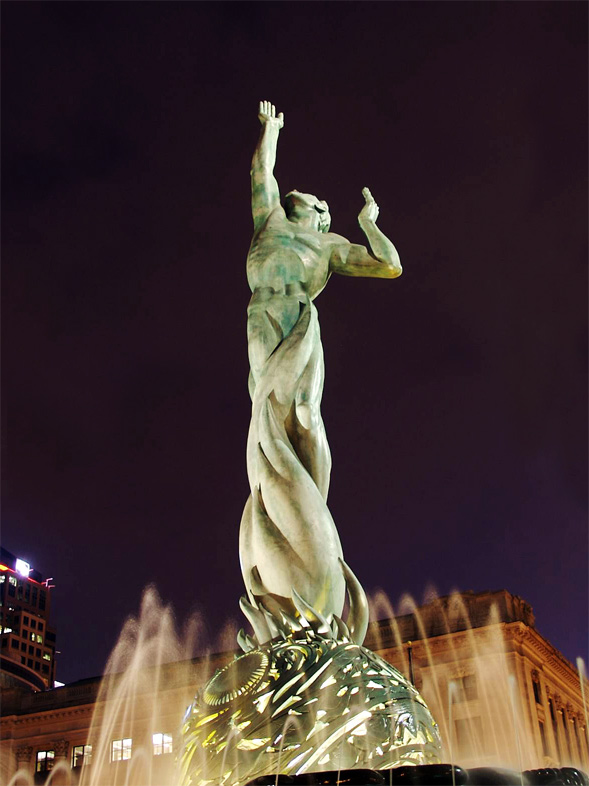
Det eviga livets fontän i Cleveland, Ohio. Fontänen symboliserar "Människosläktet som reser sig över döden och sträcker sig upp mot Gud och mot fred."

Odödlighet är ett stadium av oändlig existens där livet aldrig upphör och döden uteblir. Läran om odödligheten kallas atanatologi.

## Historik
Gravfynd från olika delar av världen visar att man alltid har tänkt sig fortsatt existens efter döden, men arten av detta liv är beroende av synen på människans natur. I Gamla testamentet har tanken på personlig fortsatt existens växt fram mycket sent. Nya testamentet och kristendomen förutsätter ett Guds livgivande, som yttrar sig i att personligheten efter döden uppväcks, förebildat i Jesu uppståndelse. Också islam räknar med personligt evigt liv. I religioner där själen anses vara av gudomlig natur, är den bärare av evigt liv. 
Odödlighet har länge varit ett populärt tema i skönlitteratur, och nämns bland annat i Gilgamesheposet som anses vara ett av världens äldsta litterära verk.

## Projekt SENS
Aubrey de Grey, en engelsk gerontolog, mest känd för sitt mål och arbete för att bekämpa åldrandet.

## Typer av odödlighet
Flera olika former av odödlighet finns beskrivna i mytologi och annan litteratur.
- Osårbarhet innebär att kroppen är okänslig för all åverkan. Detta kombineras i litteraturen oftast med någon svaghet, en Akilleshäl (efter Akilles, som var osårbar utom i hälen).
- Evig ungdom innebär att man är skonad från åldrande, men kan vara känslig för våld, gift och andra faror. Ett exempel är Tolkiens alver.
- Regeneration innebär att kroppsskador återställs snabbt. Exempel är Hulken.
- Återfödelse innebär att själen flyttar till ett annat levande väsen efter döden.